# 직렬화 성질
직렬화 성질(Serializability), 즉 직렬화 가능성에 관한 설명이다.
중앙 집중식 및 분산형 데이터베이스, 트랜잭션 처리(트랜잭션 관리) 및 다양한 트랜잭션 애플리케이션(예: 트랜잭션 메모리 및 소프트웨어 트랜잭션 메모리)의 동시성 제어에서 트랜잭션 스케줄은 결과(예: 결과 데이터베이스 상태)가 다음과 같은 경우 직렬화가 가능하다. 즉, 시간이 겹치지 않고 순차적으로 실행된 트랜잭션의 결과와 동일하다. 트랜잭션은 일반적으로 동시에 실행된다(겹침). 이것이 가장 효율적인 방법이기 때문이다. 직렬화 가능성은 동시 트랜잭션 실행에 대한 주요 정확성 기준이다. 이는 트랜잭션 간 격리의 최고 수준으로 간주되며 동시성 제어에 필수적인 역할을 한다. 따라서 모든 범용 데이터베이스 시스템에서 지원된다. SS2PL(강력한 2단계 잠금)은 1970년대 초기부터 대부분의 데이터베이스 시스템(다양한 변형)에서 널리 사용되는 직렬화 메커니즘이다.
직렬화 가능성 이론은 직렬화 가능성과 그 기술을 추론하고 분석하기 위한 형식적 프레임워크를 제공한다.

## 같이 보기
- 선형화가능성